# Un fantastico Natale
Un fantastico Natale: 31 Natali alieni è un'antologia italiana curata da Marzio Tosello che propone racconti di fantascienza, fantastico e horror, tutti incentrati su temi natalizi.

## Elenco dei racconti
- Gli spiriti del Natale, introduzione di Marzio Tosello
- Il nuovo Babbo Natale (The New Father Christmas, 1959), di Brian W. Aldiss, traduzione di Alex Baldo
- La maledizione dei Catafalques (The Curse of the Catafalques, 1884), di F. Anstey, traduzione di Riccardo Valla
- Natale su Ganimede (Christmas on Ganymede, 1942), di Isaac Asimov, traduzione di Hilia Brinis
- La notte prima di Natale (The Night Before Christmas, 1980), di Robert Bloch, traduzione di Antonio Bellomi
- Occhi di onice (Eyes of Onyx, 1971), di Edward Bryant, traduzione di Alex Baldo
- Il camino (The Chimney, 1981), di Ramsey Campbell, traduzione di Delio Zinoni
- La stella (The Star, 1955), di Arthur C. Clarke, traduzione di F.L.
- Nulla di molto importante (A Matter of No Great Significance, 1985), di Richard Cowper, traduzione di Piero Cavallari
- Addrict (Addrict, 1987), di Avram Davidson & Grania Davis, traduzione di Delio Zinoni
- Un albero di Natale (A Christmas Tree, 1950), di Charles Dickens, traduzione di Marcello Jatosti
- Un desiderio fantastico (The Incredible Christmas Wish, 1988), di Nancy Etchemendy, traduzione di Marzio Tosello
- Ballando al chiar di luna (To Dance by the Light of the Moon, 1986), di Stephen Gallagher, traduzione di Marina Mauri
- Barrito di mezzanotte (Please Stand By, 1961), di Ron Goulart, traduzione di Vittorio Curtoni
- La quercia sempre in fiore (Lo, How an Oak E'er Blooming, 1986), di Suzette Haden Elgin, traduzione di Delio Zinoni
- Il banchetto di Natale (The Christmas Banquet, 1946), di Nathaniel Hawthorne, traduzione di Riccardo Valla
- Buon Natale, vecchio Gutenberg! (Merry Xmas, Post/Gute, 1970), di John Jakes, traduzione di Marina Mauri
- La leggenda della rosa di Natale (The Legend of the Christmas Rose, 1928), di Selma Lagerlöf, traduzione di Delio Zinoni
- Il Natale di Tommy (Tommy's Christmas, 1983), di John R. Little, traduzione di Antonio Bellomi
- Un nuovo cantico di Natale (A New Christmas Carol, 1924), di Arthur Machen, traduzione di Delio Zinoni
- Il viaggiatore (The Traveller, 1962), di Richard Matheson, traduzione di Antonio Bellomi
- Il giorno in cui fu Natale per sempre (A Demon in My View, 1981), di Melisa Michaels, traduzione di Marzio Tosello
- Buon compleanno caro Gesù (Happy Birthday Dear Jesus, 1956), di Frederik Pohl, traduzione di Delio Zinoni
- Esprimi un desiderio (Wish, 1985), di Al Sarrantonio, traduzione di Marzio Tosello
- La grande scala di Landover Hall (The Great Staircase at Landover Hall, 1901), di Frank Richard Stockton, traduzione di Delio Zinoni
- Il regalo di Natale (Child's Play, 1947), di William Tenn, traduzione di Hilia Brinis
- Notte di Natale (Christmas Night, 1975), di Elizabeth Walter, traduzione di Tommaso Labranca
- Babbo Natale (Sanity Clause, 1974), di Edward Wellen, traduzione di Michelangelo Spada
- Dov'è Babbo Natale? (Christmas Treason, 1962), di James White, traduzione di Giuseppe Botturi
- Miriam, il messia (Miriam, Messiah, 1988), di Dean Whitlock, traduzione di Franco Ferrario
- L'albero di Natale (The Christmas Tree, 1986), di Ken Wisman, traduzione di Marzio Tosello
- Guerra sotto l'albero (War Beneath the Tree, 1982), di Gene Wolfe, traduzione di Alex Baldo

## Edizioni
- AA.VV., Un Fantastico Natale, a cura di Marzio Tosello, Arnoldo Mondadori Editore, 1988,  p. 414, ISBN 88-04-31782-5.